# Lộc An, Lộc Ninh
Lộc An là một xã thuộc huyện Lộc Ninh, tỉnh Bình Phước, Việt Nam.

## Địa lý
Xã Lộc An nằm ở phía tây bắc huyện Lộc Ninh với vị trí địa lý:
- Phía đông giáp xã Lộc Hiệp
- Phía tây giáp Campuchia
- Phía nam giáp xã Lộc Tấn và xã Lộc Hòa
- Phía bắc giáp huyện Bù Đốp.

Xã Lộc An có diện tích 64,58 km², dân số năm 2009 là 6.903 người, mật độ dân số đạt 107 người/km².

## Hành chính
Xã Lộc An được chia thành 8 ấp: 1, 2, 3, 6, 7, 8, 9, 54.

## Lịch sử
Ngày 17 tháng 7 năm 1986, Hội đồng Bộ trưởng ban hành Quyết định 88-HĐBT về việc chia xã Lộc Hoà thành hai xã lấy tên là xã Lộc Hoà và xã Lộc An.
Xã Lộc An có 4.870 hécta đất với 1.728 nhân khẩu.